# Benny Mårtensson
Benny Michael Mårtensson, har kallats "Benny Guldfot", född 6 november 1957 i Osby församling, dåvarande Kristianstads län, var från 1973-1990 anfallare i Trelleborgs FF:s A-lag. Han är klubbens meste spelare med 497 A-lagsmatcher och han är också den som gjort flest mål, 290 stycken. Åren 1990-1992 spelade Mårtensson i Landskrona BoIS. Han har även representerat Halmia, IFK Malmö, Stavsten, Gylle, Östra Torp, Höllvikens GIF och BK Skansen. En kort period var han proffs i portugisiska Farense.
Benny Mårtensson kom tillbaka till TFF, åren 2004-2007, som assisterande tränare till Conny Karlsson.
Han har också haft andra tränaruppdrag, bland annat i Sveriges sydligaste fotbollsklubb ÖT Smygehuk FF åren 1994-1996 samt 2010-2012. 